# Kirchdorf (Bassa Baviera)
Kirchdorf è un comune tedesco di 889 abitanti, situato nel land della Baviera.